# Marriott World Trade Center
O New York Marriott World Trade Center, também conhecido como 3 World Trade Center ou 3 WTC, foi um hotel de 22 andares e 825 quartos na cidade de Nova Iorque, dentro do complexo original do World Trade Center no centro de Manhattan. Foi inaugurado em abril de 1981 como o Vista International Hotel, o primeiro grande hotel desde 1836 a ser inaugurado em Manhattan ao sul da Canal Street.
O hotel foi danificado no atentado ao World Trade Center por terroristas da Al-Qaeda em 26 de fevereiro de 1993. A Autoridade Portuária de Nova Iorque e Nova Jérsei considerou a possibilidade de demolir o edifício, mas decidiu consertá-lo. A estrutura do edifício foi reforçada e ele reabriu em novembro de 1994. A estrutura do edifício foi reforçada e ele foi reaberto em novembro de 1994. Em novembro de 1995, foi comprado pela Marriott Corporation e renomeado como New York Marriott World Trade Center.
Em 2001, como parte dos ataques de 11 de setembro da Al-Qaeda, o hotel foi praticamente destruído pelo colapso das Torres Gêmeas do World Trade Center (1 e 2 WTC), depois que dois aviões se chocaram contra elas. 43 pessoas morreram dentro do hotel: 41 bombeiros e dois hóspedes. Somente a extremidade sul do edifício foi poupada e acabou sendo demolida para dar lugar à reconstrução. O hotel não foi substituído como parte do complexo do World Trade Center pós-2001, embora seu endereço (3 WTC) tenha sido reutilizado para a torre na 175 Greenwich Street.

## Descrição
Ele foi projetado pela Skidmore, Owings and Merrill em 1978-79. O edifício era uma estrutura de aço de 22 andares com 825 quartos e seis níveis de porão (identificados como B1 a B6).
O hotel também tinha 2.400 m2 (26.000 pés quadrados) de espaço para reuniões em todo o terceiro andar. Ele foi considerado um hotel de quatro diamantes pela Associação Automobilística Americana (AAA). Destinava-se a viajantes a negócios, que contavam com tradutores e uma biblioteca de referência com 28 dicionários de idiomas estrangeiros. A equipe também era multilíngue. O lobby era dividido em dois níveis e tinha como tema o mar, com uma escultura dourada de velas. No 22º andar, havia uma academia que era a maior de qualquer hotel da cidade de Nova Iorque na época, com uma piscina e uma pista de corrida com vista para o Rio Hudson e o Austin J. Tobin Plaza.
A piscina foi colocada perto do topo para que o hotel pudesse ser inundado em caso de incêndio. O hotel contava com dois restaurantes: O Tall Ships Bar and Grill, localizado no nível da rua, e o Greenhouse Café, um restaurante no nível da praça que apresentava uma grande claraboia com vista para as torres Norte e Sul. Anteriormente, havia outro restaurante chamado The American Harvest; no entanto, ele foi removido após o bombardeio de 1993 e foi reformado, permanecendo como um espaço alugável chamado Harvest Room.

## História
O hotel era inicialmente conhecido como Vista International Hotel, mas também ficou conhecido como World Trade Center 3 (WTC 3 ou 3 WTC), World Trade Center Hotel, Vista Hotel e Marriott Hotel. O edifício foi projetado pela Skidmore, Owings & Merrill e a construção começou em março de 1979. Foi inaugurado em 1º de abril de 1981, com 100 dos 825 quartos disponíveis, e foi concluído em julho de 1981. A construção custou US$ 70 milhões. Foi planejado e administrado pela Hilton International, mas eles não puderam usar o nome Hilton para o hotel devido a um acordo com a Hilton Hotels para não usar o nome nos EUA. O Vista foi o primeiro grande hotel a ser inaugurado em Lower Manhattan, ao sul da Canal Street, desde 1836. Pouco antes do dia da inauguração do hotel, houve um incêndio no 7º andar.
O Vista foi alugado pela primeira vez para o WTC Hotel Associates de Chicago. A Kuo Hotel Corporation, com sede em Hong Kong, comprou o arrendamento do hotel em 1982. O hotel foi bem-sucedido, criando uma cultura de vida noturna na área e estimulando o desenvolvimento de mais hotéis em Lower Manhattan. Em 1989, a Autoridade Portuária de Nova Iorque e Nova Jérsei comprou o arrendamento da Kuo por US$ 78 milhões, mas os direitos operacionais permaneceram nas mãos da Hilton International como agente de gerenciamento.

## Atentado de 1993

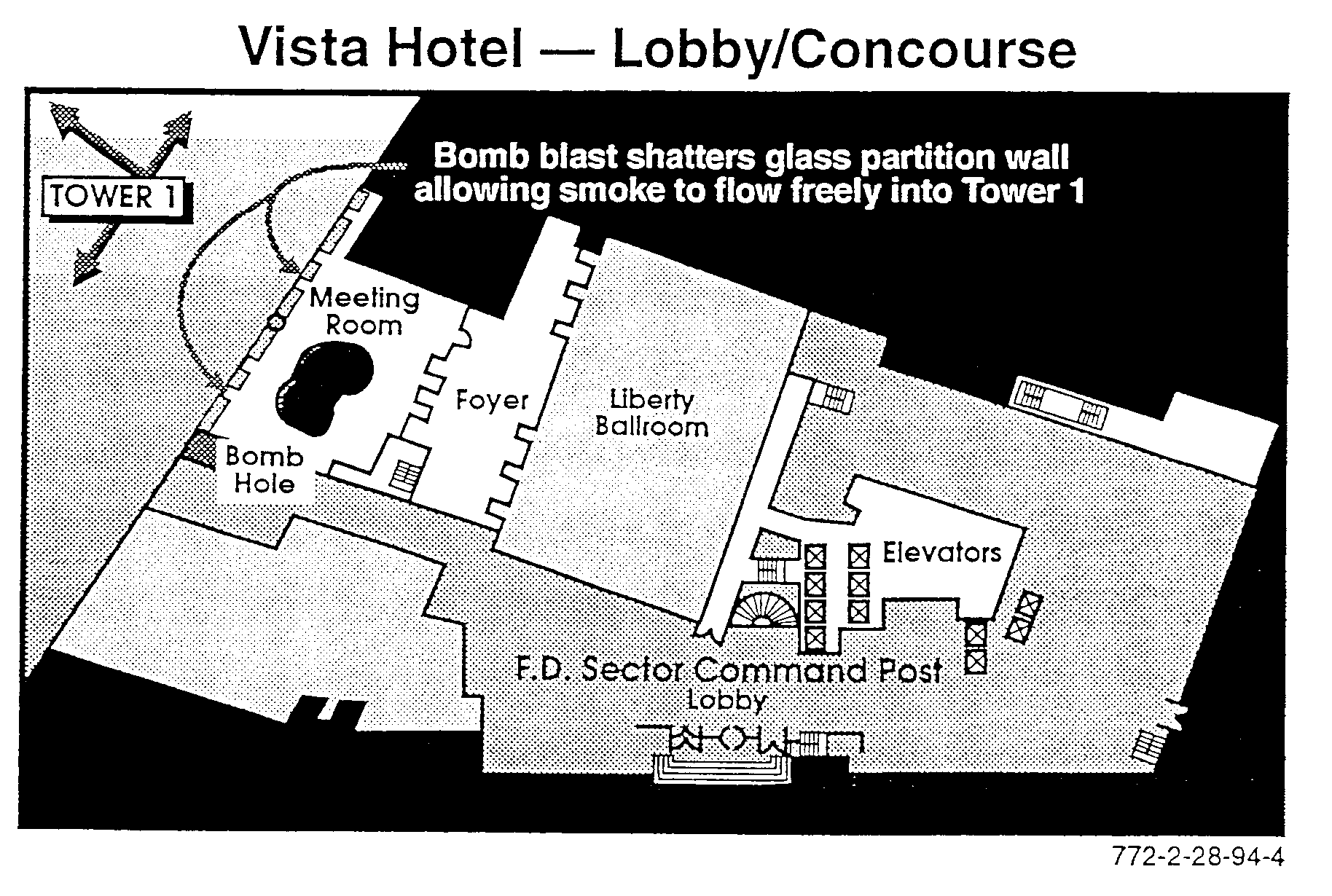
Diagrama da FEMA dos danos sofridos pelo hotel durante o ataque.

Em 26 de fevereiro de 1993, o hotel foi seriamente danificado em decorrência do atentado ao World Trade Center. Terroristas afiliados à Al-Qaeda pegaram um caminhão Ryder carregado com 682 kg de explosivos e o estacionaram no estacionamento da Torre Norte, abaixo do salão de festas do hotel. Eles provavelmente consideraram essa área como aquela em que uma explosão causaria o maior dano estrutural. Às 12h18 (EDT), a explosão destruiu ou danificou seriamente os níveis inferiores e inferiores do complexo do World Trade Center. O Marriott Financial Center, um hotel localizado duas quadras a oeste, serviu como área de conferência de imprensa e posto de comando para a resposta da polícia.
A Autoridade Portuária da cidade considerou a demolição do edifício por algum tempo. Em vez disso, o edifício ficou fechado por 18 meses, enquanto eles trabalhavam em reparos extensivos e reforços na estrutura do hotel, incluindo a instalação da “maior viga de aço já colocada em um edifício até aquele momento”.  O hotel foi reaberto em 1º de novembro de 1994. Em 9 de novembro de 1995, o hotel foi vendido para a Host Marriott Corporation por US$ 141,5 milhões, sendo renomeado para New York Marriott World Trade Center. A nova empresa que iria administrar o hotel iniciou suas operações em janeiro de 1996. A segurança foi aumentada no hotel, mas foi ineficaz diante dos ataques de setembro de 2001. Em janeiro de 2001, 77 cadetes da polícia do Departamento de Polícia de Nova Iorque (NYPD) se formaram em uma cerimônia realizada no hotel.

## Ataques de 11 de setembro

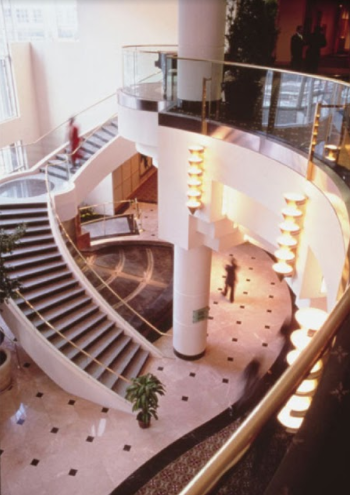
O lobby do hotel em meados da década de 1990

Em 11 de setembro de 2001, terroristas da Al-Qaeda sequestraram quatro aviões e os atingiram em vários alvos nos EUA. Dois se chocaram contra as duas torres gêmeas do World Trade Center, que estavam localizadas bem próximos ao hotel. 43 pessoas que estavam no hotel morreram em decorrência dos ataques, dentre as cerca de 2.753 pessoas que morreram na cidade de Nova Iorque em decorrência dos ataques. 41 bombeiros morreram, juntamente com dois funcionários do hotel que os ajudaram a evacuar os hóspedes. 11 hóspedes nunca foram identificados, e não se sabe se eles morreram no edifício ou em outro lugar do complexo do World Trade Center. A revista LDS Living afirmou que “muito provavelmente eles estavam nas torres principais participando de reuniões de negócios ou fazendo compras”. 14 pessoas sobreviveram aos dois colapsos no interior do edifício.
No dia 11, o hotel tinha 940 hóspedes registrados. A National Association for Business Economics (Associação Nacional de Economia Empresarial) (NABE) estava realizando sua conferência anual no hotel de 8 a 11 de setembro de 2001. Além disso, o hotel estava planejando sediar o Fórum de Faculdades de Direito do Conselho de Admissão de Faculdades de Direito da Cidade de Nova Iorque que era um evento de recrutamento de faculdades de direito nos dias 14 e 15 de setembro. O conselho esperava a participação de 4.000 estudantes de 160 escolas. Cerca de 11 pessoas que planejavam ir ao fórum estavam programadas para fazer o check-in no hotel em 11 de setembro, mas não chegaram lá antes do início dos ataques.

### Colisão contra as Torres Gêmeas

O hotel durante os ataques de 11 de setembro, após a colisão do segundo avião às 9h03 e antes do desabamento da Torre Sul às 9h59.

Quando o voo 11 da American Airlines se chocou contra a Torre Norte (1 WTC) às 8h46 EDT, seu trem de pouso caiu e se chocou contra o telhado, atingindo um escritório próximo à piscina do 22º andar, quebrando o vidro acima do restaurante e forçando as pessoas a se abaixarem sob os móveis. O prédio inteiro tremeu e partes dele pegaram fogo. Os alarmes dispararam em todo o edifício, e os telefones e elevadores foram desligados. No entanto, o elevador de carga ainda funcionava. Os seguranças escoltaram o grupo que estava participando da conferência da NABE. O interfone do hotel dizia aos hóspedes para ficarem calmos e permanecerem em seus quartos.
Os bombeiros relataram restos humanos e cadáveres no telhado, de pessoas que caíram ou pularam da face sul da Torre Norte. Pelo menos dez companhias de bombeiros usaram o saguão como área de preparação; é possível que muitas ou todas as companhias não tenham sido enviadas para lá, mas tenham se perdido em meio à evacuação das torres.
O voo 175 da United Airlines colidiu com a Torre Sul (2 WTC) às 9h03. Algumas empresas de bombeiros evacuaram os hóspedes que estavam nos andares superiores, sendo seguidos pelo mecânico de elevadores Robert Graff e dois funcionários com chaves mestras: Joseph Keller, governanta executiva do hotel, e Abdul Malahi, um técnico audiovisual que estava ajudando no fórum da faculdade de direito e que foi o único árabe civil que morreu no 11/9. O esforço de evacuação foi liderado por Keller, Richard Fetter (gerente residente do hotel) e Nancy Castillo (chefe de recursos humanos do Marriot World Trade Center e do Marriott Financial Center). Fetter tentou obter uma nova versão do registro do hotel, mas o sistema de computador havia sido desligado, então ele encontrou a cópia impressa mais recente e um conjunto de números de telefone de emergência.
As pessoas que estavam escapando das quedas das torres, especialmente da Torre Norte, também pararam no hotel; o número de pessoas chegavam a mil ou mais. Isso se deve, em parte, a uma porta na face norte do edifício, voltada para a Torre Norte. As pessoas no saguão se afastaram da Torre Norte, caminhando para o sul pelo hotel, até chegarem ao Tall Ships Bar and Grill, que dava para a Liberty Street. Um policial ficou na saída, impedindo que os civis atravessassem a rua sempre que havia queda de escombros.

Detritos da Torre Sul em colapso caindo sobre o hotel entre 9h58 e 9h59. Uma pessoa pode ser vista caindo no centro inferior da imagem.

### Colapso das Torres Gêmeas
O colapso da Torre Sul, às 9h59, esmagou o meio do edifício, criando uma grande lacuna que quase dividiu o hotel ao meio. O saguão estava cheio de escombros, mas mesmo assim serviu de escudo para os bombeiros, a polícia e a equipe do hotel, devido aos reforços que recebeu após o atentado de 1993. Antes do colapso, havia sete bombeiros da Companhia de Motores nº 74 no meio do hotel, no 21º andar, quatro dos quais morreram. Cerca de 17 pessoas que participavam do esforço de evacuação ainda estavam vivas no 3º e 4º andares; três bombeiros nesses andares subiram para encontrar Michael Brennan, um bombeiro que estava transmitindo um sinal de socorro pelo rádio. Na metade do edifício que estava mais próxima da Torre Sul, três civis e dois bombeiros presos no 3º andar escaparam para uma sala de recepção no 2º andar, rastejando por uma abertura em uma parede sobre uma viga em I, que provavelmente caiu da torre. No saguão, os bombeiros começaram a sair do prédio para buscar reforços. Joseph Keller e o tenente dos bombeiros Bob Nagel ficaram presos pelos escombros, e os outros bombeiros começaram a tentar cortar os escombros ao redor deles usando serras. Enquanto isso acontecia, a Torre Norte colapsou.

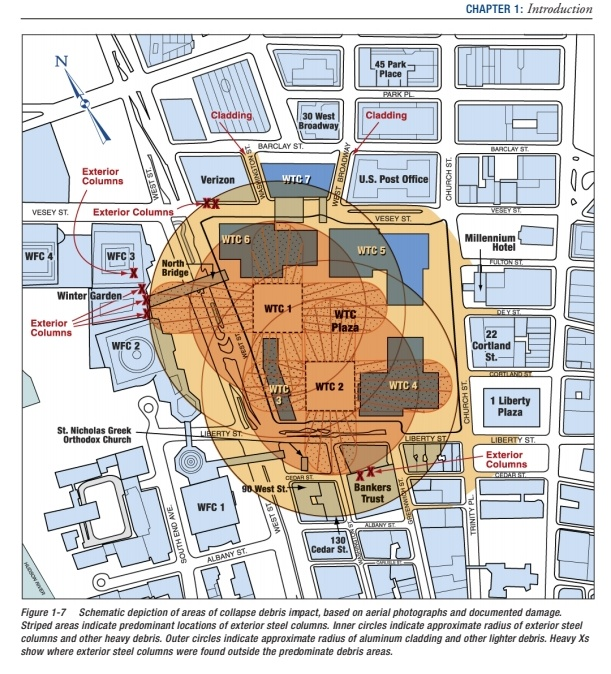
Um mapa dos escombros após o desabamento das torres, mostrando a direção em que as paredes de cada torre caíram e como a extremidade sul do hotel quase não foi salva

O colapso da Torre Norte às 10h28 destruiu o restante do hotel, com exceção de uma pequena seção ao redor da escada sul. Essa seção teria entrado em colapso se não fossem os reforços feitos após o bombardeio de 1993. Havia 14 sobreviventes presos nessa seção, no 2º andar, incluindo 13 bombeiros da Companhia 74 e o hóspede do hotel Frank Razzano, que havia sido evacuado de seu quarto no 19º andar. O grupo encontrou um buraco no edifício e enfiou um tapete ou uma cortina por ele, depois desceu em uma pilha de escombros. Keller e os três bombeiros que foram resgatar Michael Brennan morreram no segundo desmoronamento. Seis homens da companhia 118 de bombeiros de Brooklyn Heights (incluindo Scott Davidson, pai da celebridade Pete Davidson) morreram no desabamento, depois de salvar cerca de 900 pessoas. Todos os bombeiros que ainda estavam no saguão escaparam.

### Após o colapso

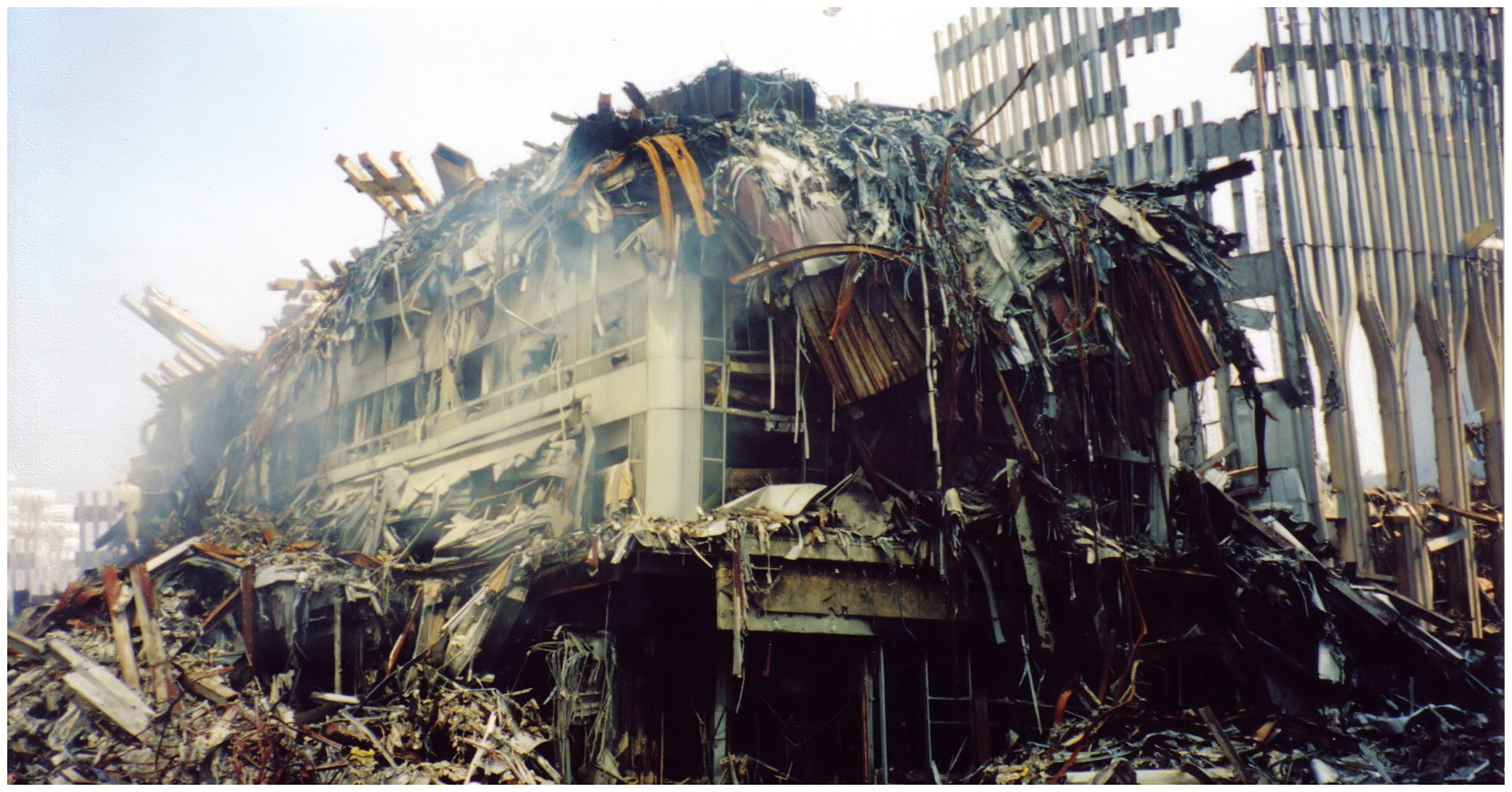
A seção do hotel que restou após o desabamento das torres, localizada na extremidade sul

Bill Marriott, o empresário dono do hotel, fez um discurso para seus funcionários no dia 20, no qual agradeceu o trabalho realizado no dia 11 e anunciou que eles estariam empregados até pelo menos 5 de outubro e cobertos pelo seguro-saúde do hotel por um ano. Os hóspedes hospedados no Marriott World Trade Center e no Marriott Financial Center, que também foi danificado durante os ataques, foram enviados para outros sete hotéis Marriott na cidade. Nesses locais, a segurança foi aumentada e as taxas de cancelamento foram dispensadas.
Foi então oferecida à Marriott Corporation a oportunidade de reconstruir o hotel no mesmo local dentro do terreno do World Trade Center, já que seu contrato de aluguel, assinado até 2094, ainda não havia expirado. A Marriott recusou a oferta e, em outubro de 2003, a Autoridade Portuária votou por um acordo segundo o qual a Host Marriott Corporation “entregaria as instalações”, resultando na rescisão do contrato de aluguel e, portanto, cedendo o terreno ao Memorial e Museu Nacional do 11 de Setembro.
Em agosto de 2002, o FBI encontrou, em seus registros, o que é atualmente a única gravação de áudio conhecida contendo os dois acidentes aéreos do World Trade Center em uma fita de áudio contínua ou ininterrupta. A gravação é de uma conversa entre dois homens na cafeteria do hotel. Um deles era um assessor fiscal do governo da cidade que estava sendo investigado pelo FBI por supostamente aceitar subornos, e o outro era o consultor fiscal Stephen McArdle, que estava cooperando com a investigação; McArdle estava usando uma escuta escondida para gravar a conversa na fita de áudio, que estava sendo ouvida por dois agentes do FBI. Os homens na fita e os agentes do FBI sobreviveram aos ataques.

### Memorial e legado
Na tarde dos ataques, nas ruínas do World Trade Center (mais tarde apelidadas de “Ground Zero”), o fotógrafo Thomas E. Franklin capturou a imagem agora icônica Raising the Flag at Ground Zero (Hasteando a bandeira no Ground Zero). Ela mostra os bombeiros hasteando a bandeira americana em um mastro encontrado nos escombros; o mastro esse que provavelmente estava presente no Marriott. Uma bandeira com o logotipo da empresa Marriott foi encontrada no Ground Zero em dezembro de 2001 e foi exibida em uma caixa de vidro no local nos meses seguintes. A caixa homenageava os funcionários do hotel com a placa: “Our Spirit to Serve From sacrifice ... honor From adversity ... resolve From grief ... remembrance” (Nosso espírito de servir Do sacrifício... da honra Da adversidade... da determinação Da dor... da lembrança). A bandeira acabou sendo recebida pelo Memorial e Museu do 11 de Setembro.
O caminhão de bombeiros 118 foi recuperado do Ground Zero poucos dias após o ataque, e suas ferramentas foram recuperadas dois meses depois. Uma foto do caminhão de bombeiros, atravessando a ponte do Brooklyn para chegar ao World Trade Center após a colisão do segundo avião, tornou-se uma imagem icônica do 11/9. Ela foi tirada por Aaron McLamb de seu local de trabalho no 10º andar no Brooklyn, que levou a foto para o corpo de bombeiros uma semana depois. Ela foi então publicada na primeira página do New York Daily News em 15 de outubro de 2001. Pete Davidson baseou o filme de 2020 em que estrelou, The King of Staten Island, no trabalho de seu pai em durante o 11 de setembro.

O hotel e aqueles que sobreviveram aos ataques de 11 de setembro dentro dele foram apresentados no documentário Hotel Ground Zero, que estreou em 11 de setembro de 2009, no History Channel. Alguns sobreviventes só descobriram depois de assistir ao documentário que outras pessoas que conheceram durante os ataques ainda estavam vivas. Os sobreviventes se reuniram várias vezes perto ou no local do hotel. Em 2011, havia um “grupo memorial do Marriott Hotel 9/11” que ajudava os sobreviventes a entrar em contato uns com os outros. Em 2013, houve uma corrida beneficente na área para homenagear Ruben Correa, um bombeiro que morreu como parte do grupo no 21º andar.